# Elly
Elly, Ellie eller Elli är en kortform av namn som Eleanor och Ellen och har sitt ursprung från det grekiska ordet "Eleutheria", som betyder "frihet". Det kan även vara en kortform av det ursprungligen hebreiska namnet Elisabet som betyder Gud är fullkomlighet. Det äldsta belägget i Sverige är från år 1853.
Den 31 december 2014 fanns det totalt 7 231 kvinnor folkbokförda i Sverige med namnet Elly, Ellie eller Elli, varav 4 715 bar det som tilltalsnamn.
Namnsdag i Sverige: saknas (1986-1992: 14 april, 1993-2000: 21 september). I den finlandssvenska namnsdagslängden har Elli namnsdag 11 juli sedan starten 1929, då en egen namnsdagskalender togs i bruk för finlandssvenskar.

## Personer vid namn Elly, Ellie och Elli

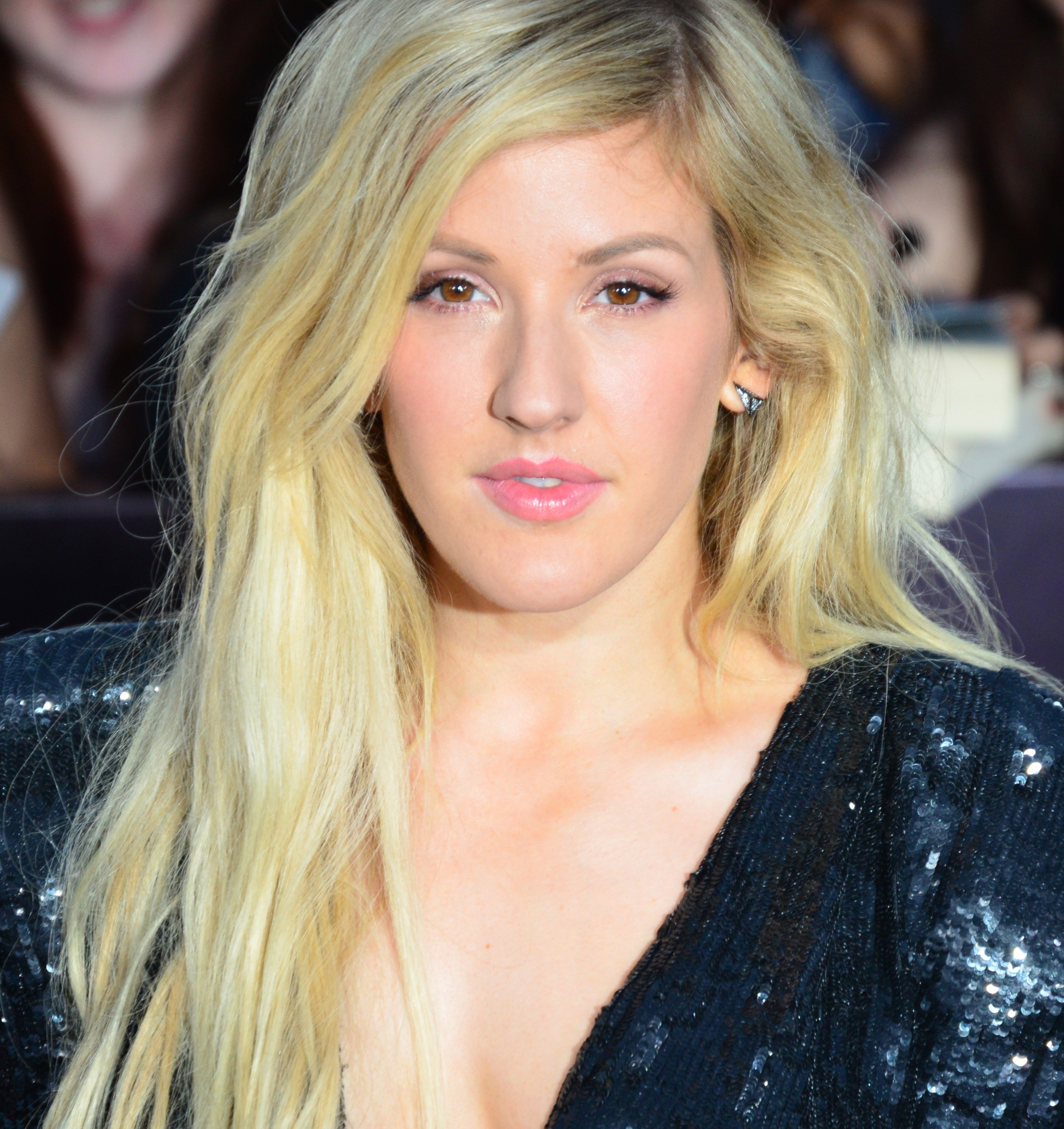
Ellie Goulding

- Elly Ameling, nederländsk operasångerska
- Elly Beinhorn, tysk flygpionjär
- Elly Christiansson, norsk-svensk skådespelare
- Ellie Goulding, brittisk musiker
- Elly Griffiths, brittisk författare
- Elly Hallgren, svensk författare
- Elly Holmberg, svensk dansare
- Elly Jackson, brittisk sångerska i bandet La Roux
- Elly Jannes, svensk författare och journalist
- Ellie Kemper, amerikansk skådespelare
- Elli Kokkinou, grekisk sångerska
- Elly Löfstrand, svensk gymnastikledare

## Fiktiva personer vid namn Elly eller Ellie
- Ellie, en av huvudpersonerna i datorspelen The Last of Us och The Last of Us Part II
- Miss Ellie Ewing i tv-serien Dallas